# Oxfam
Oxfam es una confederación internacional formada por 19 organizaciones no gubernamentales, que realizan labores humanitarias en 90 países. Su lema es "trabajar con otros para combatir la pobreza y el sufrimiento".
Oxfam fue fundado originalmente en Oxford en 1942 durante la II Guerra Mundial por personas de la Sociedad Religiosa de los Amigos, del activismo social y académicos de la Universidad de Oxford, para luchar contra la hambruna que asolaba entonces Grecia, de ahí su primer nombre: "Comité de Oxford para aliviar la hambruna" (Oxford Committee for Famine Relief). Su misión era convencer al Gobierno británico que permitiera el paso de la ayuda alimentaria a través del bloqueo que mantenían los Aliados de la Segunda Guerra Mundial a Grecia ocupada por las fuerzas del Eje. El comité de Oxford fue uno de los comités locales formados en apoyo al Comité Nacional de Ayuda contra el Hambre. 
En 1963, se fundó Oxfam Canadá siendo el primero de muchos en el extranjero. La organización cambió su nombre a OXFAM en 1965.

## Misión y valores

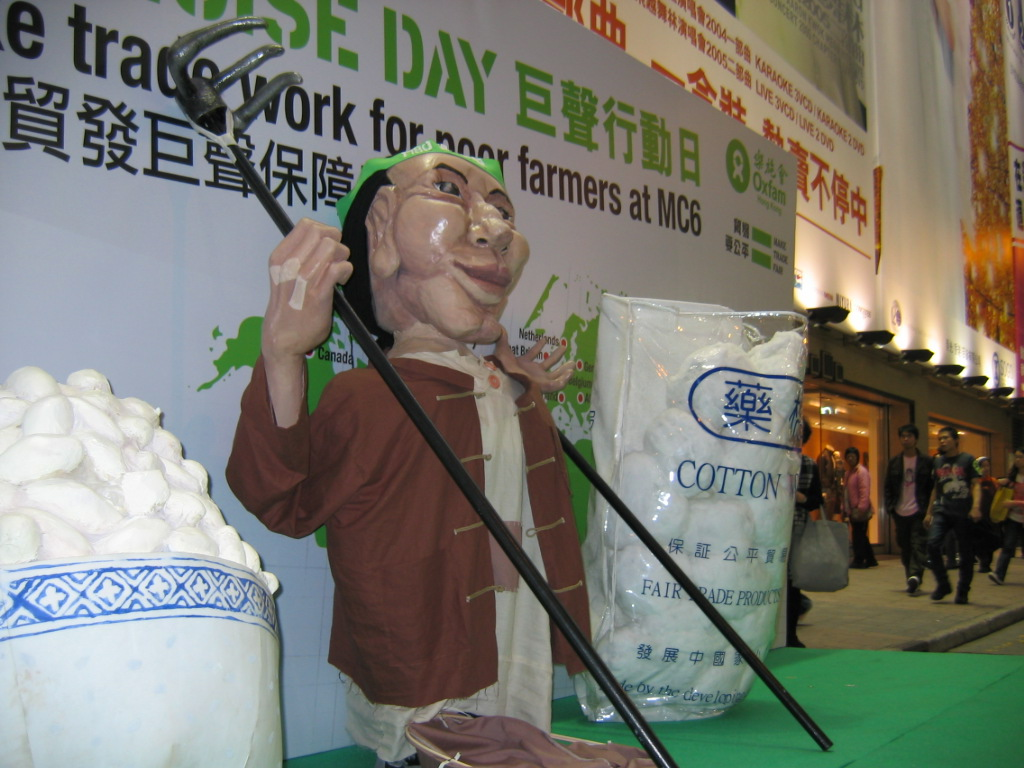
"Make Trade Fair Campaign" desfile organizado por Oxfam durante la Conferencia Ministerial de la Organización Mundial del Comercio en 2005.

Oxfam reconoce la universalidad e indivisibilidad de los derechos humanos y ha adoptado estos objetivos globales para expresar estos derechos en la práctica:
- El derecho a un medio de vida sostenible
- El derecho a los servicios sociales básicos
- El derecho a la vida y la seguridad
- El derecho a ser escuchado
- El derecho a la identidad

Oxfam cree que la pobreza y la impotencia son evitables y pueden ser eliminados por la acción humana y la voluntad política. El derecho a un medio de vida sostenible, el derecho y la capacidad de participar en las sociedades y hacer cambios positivos para que las personas puedan vivir con sus necesidades humanas básicas y con el derecho de estar satisfechos. Oxfam cree que la paz y la reducción de las armas son condiciones esenciales para el desarrollo y que las desigualdades pueden reducirse de manera significativa, tanto entre países ricos y pobres como entre naciones.[cita requerida]

## Trabajo
A pesar de que la preocupación inicial de Oxfam era la falta de alimentos para aliviar el hambre, en los últimos años la organización ha desarrollado estrategias para combatir los casos de hambruna. Además de la comida y medicinas, Oxfam también proporciona herramientas para que las personas puedan ser autosuficientes y abre los mercados de comercio internacional donde las artesanías y la producción de las regiones más pobres del mundo se pueden vender a un precio justo que beneficie al productor.

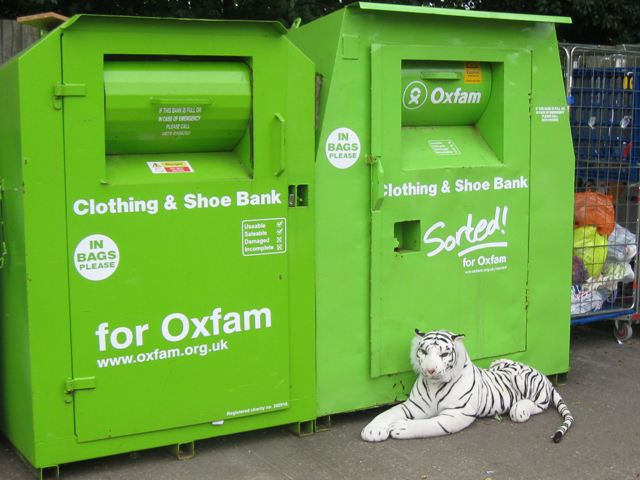
Contendor de recogida de ropa en Reino Unido.

El programa de Oxfam tiene tres puntos principales en los que se enfoca: desarrollo del trabajo, el cual trata de levantar comunidades de la pobreza a largo plazo y dar soluciones sostenidas basadas en sus necesidades; la asistencia a las personas directamente afectadas por conflictos o desastres naturales (que a menudo conducen hacía el desarrollo del trabajo a largo plazo) sobre todo en los lugares de Agua y del Sector salud; y Grupo de presión y las campañas populares, tratando de influir en las decisiones políticas sobre las causas del conflicto a nivel local, nacional e internacional.
Oxfam trabaja en la justicia comercial, el Comercio justo, la Educación, Deudas, ayuda internacional, sustento de la vida, Salud, Sida, Igualdad de género, Guerras (campaña de una industria internacional sobre el Tratado de comercio de armas), Desastre naturales, Democracia, Derechos humanos y Cambio climático.
A través de programas como "Saving for Change", Oxfam está trabajando para ayudar a las comunidades a ser más autosuficientes económicamente. La iniciativa de "Saving for Change" es un programa mediante el cual se les enseña a las comunidades como formar grupos informales de créditos colectivos, a través de grupos mutuamente beneficiosos, los miembros que tienden a ser en su mayoría mujeres, guardan sus ahorros en un fondo que se utiliza para dar préstamos, para actividades tales como el pago para atención médica, pago de curas escolares, además de utilizar los préstamos para financiar los proyectos empresariales de pequeña escala. En última instancia, el objetivo del programa es dejar a las comunidades con una organización autosostenible, donde las personas que de otra manera no serían elegibles para los préstamos bancarios formales, puedan tener acceso a la ayuda financiera. Al hacerlo, los prestatarios pueden comenzar negocios que benefician no solo a ellos sino también a sus comunidades.
Además, Oxfam ha proporcionado servicios de socorro durante varias crisis en diferentes partes del mundo como: el Conflicto israelí-palestino, la Hambruna de Corea del Norte, la Crisis alimentaria en el Cuerno de África de 2011, la sequía en Sahel en el 2011, las tormentas tropicales Ingrid y Manuel que azotaron a México en el 2014 o el terremoto en Nepal 2015, entre otros. El "Bosfam" una Organización no gubernamental, también fue fundada en mayo de 1995, donde las mujeres que participaron en el proyecto de Oxfam GB psicosocial "radionice" protegieron internamente a las mujeres que fueron desplazadas por la guerra de Bosnia. Oxfam se ha convertido en un líder reconocido a nivel mundial en el suministro de agua potable y saneamiento a las zonas empobrecidas y devastadas por las guerras de todo el mundo. EN 2012, Oxfam se convirtió en uno de los grupos humanitarios que componen el Fondo de Respuesta Rápida en el Reino Unido para asegurar agua potable a raíz de los desastres humanitarios.

## Afiliados de Oxfam

### Oxfam GB

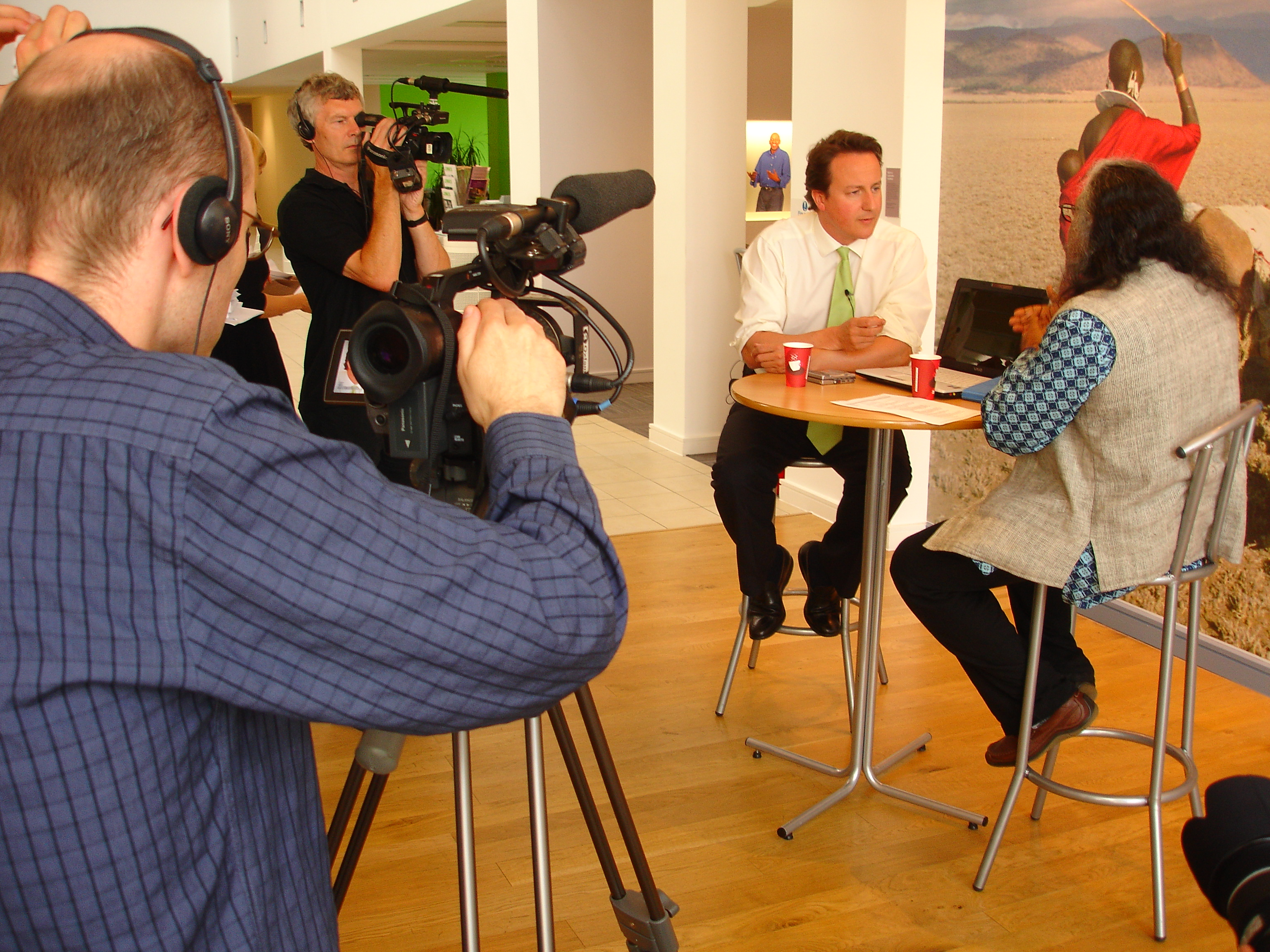
David Cameron en la sede de Oxford.

La sede de Oxfam GB se encuentra en Cowley, Oxford, mientras que la gestión de las tiendas de Gran Bretaña se realiza desde la Oxfam Finance Office, situada en Newcastle upon Tyne. En estas tiendas se venden productos de segunda mano como libros, ropa, música y mobiliario, donados por empresas y particulares.
En 2008, Oxfam Reino Unido fue reconocido como uno de los principales empleadores de Gran Bretaña. por CRF, contando en ese momento con 5.955 empleados trabajando en todo el mundo.

### Oxfam Irlanda
Oxfam Irlanda es el nombre de las dos sedes que están registradas legalmente por separado conforme sus jurisdicciones respectivas como Oxfam Irlanda del Norte y Oxfam Irlanda, con sedes en Belfast y Dublín, respectivamente. Oxfam Irlanda aplica una única política de gestión para ambas organizaciones.

### Oxfam Intermón (España)

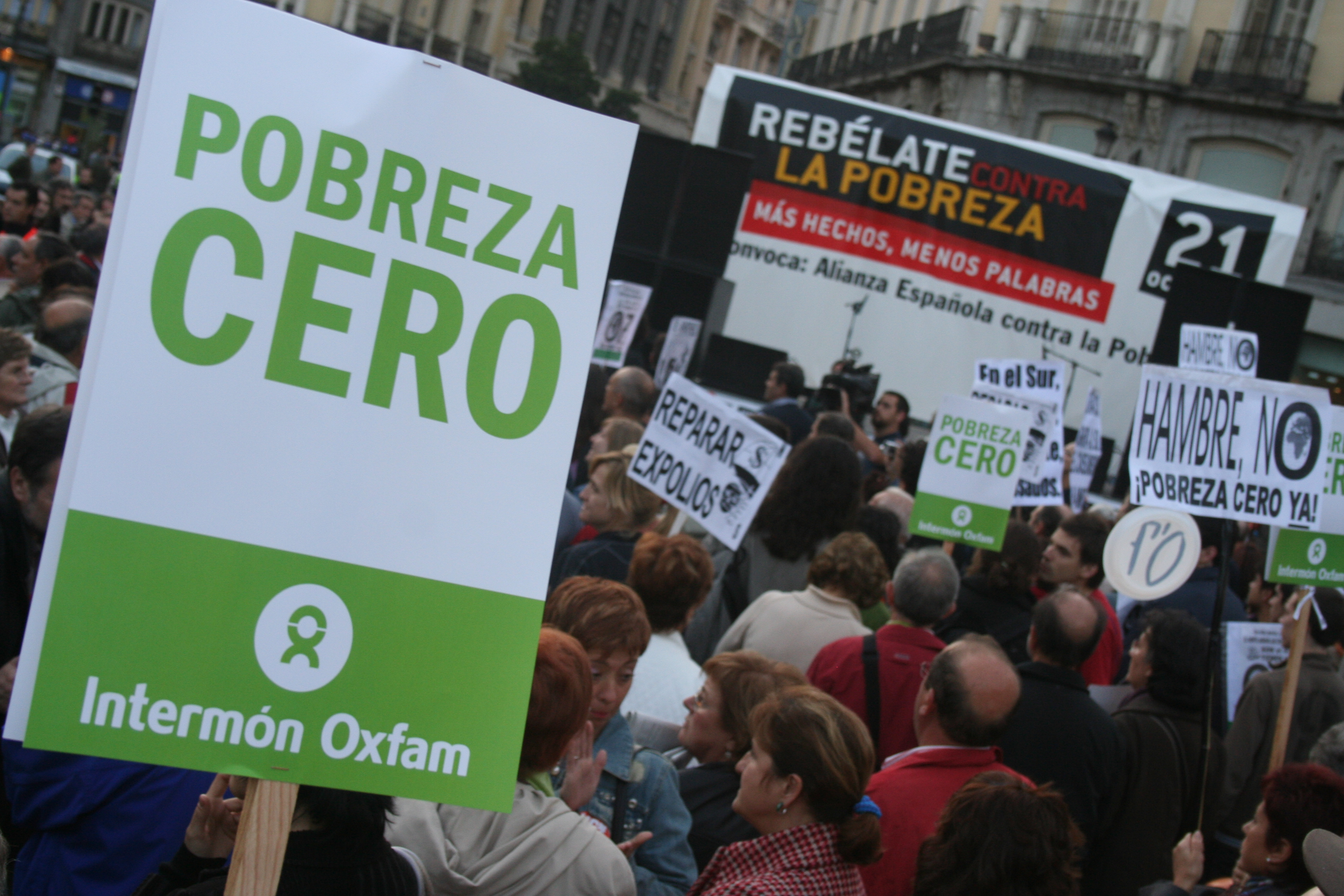
Pancarta de la Campaña Pobreza Cero. Oxfam Intermón.

Oxfam Intermón nace en 1997, cuando la organización no gubernamental de cooperación para el desarrollo (ONGD) española Intermón, fundada en 1956, se afilia a la confederación Oxfam. 
Intermón había nacido el 11 de agosto de 1956, en Barcelona, como Secretariado de Misiones y Propaganda de la Compañía de Jesús, destinado a ayudar a las misiones jesuitas en Bolivia, Paraguay y la India. Con carácter religioso y asistencialista en sus inicios, durante la década de 1960 adquirió un claro enfoque de denuncia y defensa de la justicia. A partir de la década de 1970 adquiere un carácter laico e independiente, trabajando activamente para generar transformaciones sociales tanto en los países del Norte como en los del Sur
Desde su afiliación a Oxfam, su principal órgano de dirección en España es un patronato con personas independientes procedentes de la sociedad civil, el mundo académico y empresarial, y otras entidades. Su actual director general es Francesc Cortada.
Su lema y estrategia fundamental es «Cambiamos vidas que cambian vidas», abordan los problemas de raíz, desde todos los frentes (económico, social, político medioambiental) y vinculando la acción local y global para que sus acciones y programas sean sostenibles en el tiempo y lleguen a las futuras generaciones, generando un efecto multiplicador.

### Oxfam Canadá
La historia de Oxfam Canadá remonta a 1963, cuando el comité para la ayuda contra el hambre de Oxford, en Gran Bretaña, trató de establecer una sucursal canadiense. Oxfam Canadá se incorporó de forma independiente en el año 1966; el primer consejo de administración incluyó 21 personalidades canadienses. En 1967, Oxfam Canadá se convirtió en un organizador clave de las exitosas Walkathon "camina a través del país". En ese año, Lester Pearson (entonces Primer ministro de Canadá) organizó la primera marcha Miles for Millions, y con los ingresos conseguidos, Oxfam comenzó a proporcionar materiales educativos a las escuelas y llevar a cabo campañas de apoyo al desarrollo de políticas públicas. En 1973, Oxfam-Québec se convirtió en miembro independiente de Oxfam Internacional.
Los primeros años de la década de 1970 fueron un período crítico de crecimiento de Oxfam, ya que inició su propia programación en el extranjero en África, América Latina y el Caribe, y establecieron una red de empleados y voluntarios a través de Canadá para apoyar su idea original. La idea original fue naciendo con tiendas de Oxfam. Durante este mismo período, Oxfam Canadá comenzó a analizar su papel en el proceso de desarrollo pasando de un modelo tradicional de caridad (donaciones de una sola vez) hacia los programas de desarrollo a largo plazo (trabajar en la comunidad para lograr un cambio positivo y duradero). Profundamente implicado en el movimiento internacional contra el apartheid en África y la solidaridad centroamericana en las décadas de 1970 y 1980, Oxfam Canadá trató de abordar las causas fundamentales subyacentes de la pobreza. Esto a su vez condujo a la función de Oxfam como una importante organización de defensa en la década de 1990, de movilizar el apoyo del público para cambiar las políticas que perpetúan la pobreza.
Oxfam Canadá es miembro fundador de Oxfam, la federación de Oxfam en todo el mundo.

### Oxfam México
Oxfam México nace en 2008, cuando la organización Rostros y Voces se integra a Oxfam Internacional. Así, se convierte en el primer afiliado de la Confederación en desarrollar e implementar proyectos dentro de su propio territorio. 
En México, una de cada dos personas es pobre; mientras que solo cuatro personas concentran el 9% de la riqueza total del país. Por esta razón y desde 2015, Oxfam México trabaja para combatir la desigualdad y reducir así la pobreza, a través de cuatro estrategias:
1. Generación de conocimiento y análisis de alta calidad sobre la realidad mexicana. Oxfam México vincula el contexto nacional, con el regional y el global, para presentar evidencias fundamentales para la elaboración de sus estrategias de influencia.
2. Creación de campañas a través de las cuales Oxfam México sensibiliza a la sociedad sobre problemas económicos y sociales. Oxfam México convoca a las personas a trabajar en conjunto, para lograr una mejor calidad de vida para todas las personas. 
3. Desarrollo de programas enfocados a combatir la desigualdad para reducir la pobreza en contextos rurales y urbanos. En concreto, los programas contribuyen a fortalecer la capacidad local para influir en la distribución de los recursos, y así, romper el ciclo de la desigualdad. 
4. Proporciona ayuda humanitaria a nivel local y global ante desastres y emergencia.
Desde 2015, Oxfam México trabaja en la campaña "IGUALES" para combatir la desigualdad y como consecuencia reducir la pobreza, con base en los resultados arrojados en su informe "Desigualdad extrema en México. Concentración del poder económico y político", escrito por el reconocido economista Gerardo Esquivel.
Oxfam México busca mejorar las condiciones y los medios de vida de las personas más vulnerables, al fortalecer organizaciones locales e influir en los gobiernos y empresas, para garantizar una sociedad menos desigual para todas las personas.

### Oxfam América

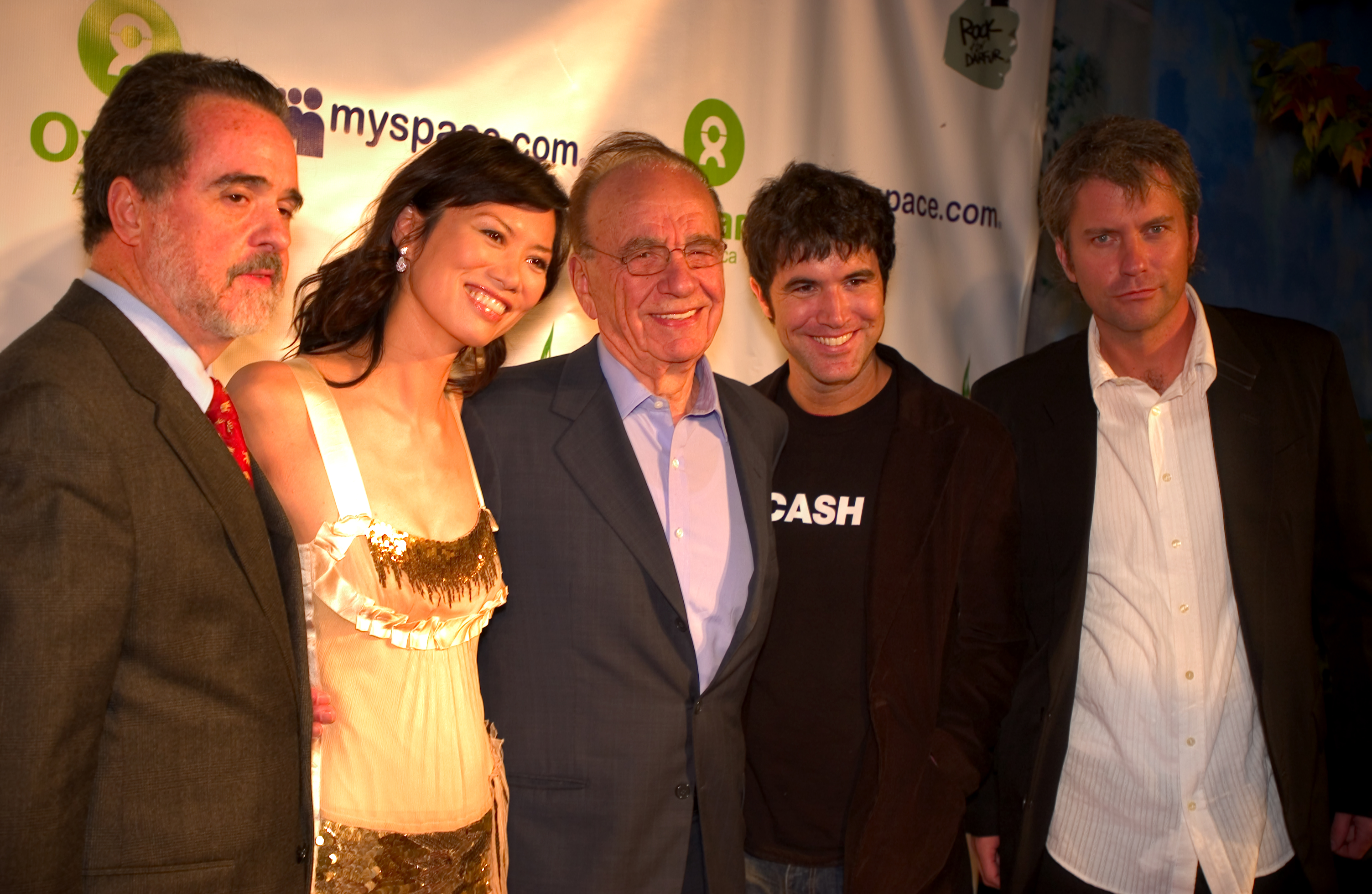
El presidente de Oxfam América, Raymon C. Offenheiser con Rupert Murdoch en el evento Oxfam/ My space Roca en 2006.

En 1970, Oxfam América se convirtió en una Organización no gubernamental independiente, dependiente y un afiliado de Oxfam en respuesta a la crisis humanitaria creada por la lucha por la guerra de liberación de Bangladés. La sede de Oxfam América se encuentra en Boston, Massachusetts, con una política y campañas de oficina en Washington D. C. y siete oficinas regionales en todo el mundo. Las campañas de Oxfam América son sobre; la adaptación al Calentamiento global, la Seguridad alimentaria, la reforma de ayuda al acceso de medicamentos y el Comercio justo.

### Oxfam-Quebec
En 1973, Oxfam Quebec se convirtió en un miembro independiente del movimiento de Oxfam Internacional. Llevado por la popularidad de Yvon Deschamps, Oxfam Quebec se ha convertido en una organización apreciada por los Quebequenses. Su misión es conseguir que la población de habla francesa se involucre en la situación de los países en desarrollo.

### Oxfam Australia
Oxfam Australia es una organización sin fines de lucro, ayuda independiente, laica basada en la comunidad y la organización para el desarrollo, y una filial de Oxfam internacional. El trabajo de Oxfam Australia incluye proyectos de desarrollo a largo plazo, en respuesta a las emergencias y campañas para mejorar la vida de las personas desfavorecidas de todo el mundo. Su objetivo es dar a las personas desfavorecidas mejor acceso a los servicios sociales, una voz eficaz en las decisiones, la igualdad de derechos y el estatus, la seguridad en los conflictos y los desastres.
Las actividades de Oxfam Australia se financian principalmente por donación de la comunidad. Los programas de desarrollo y promoción de Oxfam utilizan el 73% de los fondos donados, el 16% se utiliza para la recaudación de fondos y promoción, y el 11% restante para la administración. En el caso de los llamamientos de emergencia, el 85% de los fondos se utiliza directamente para fines de emergencia.
En 2009, el trabajo de Oxfam Australia alcanzó 4.64 millones de personas en 28 países. Esto fue posible por el apoyo de más de 310.000 donantes y activistas.[cita requerida]

### Oxfam Novib (Holanda)

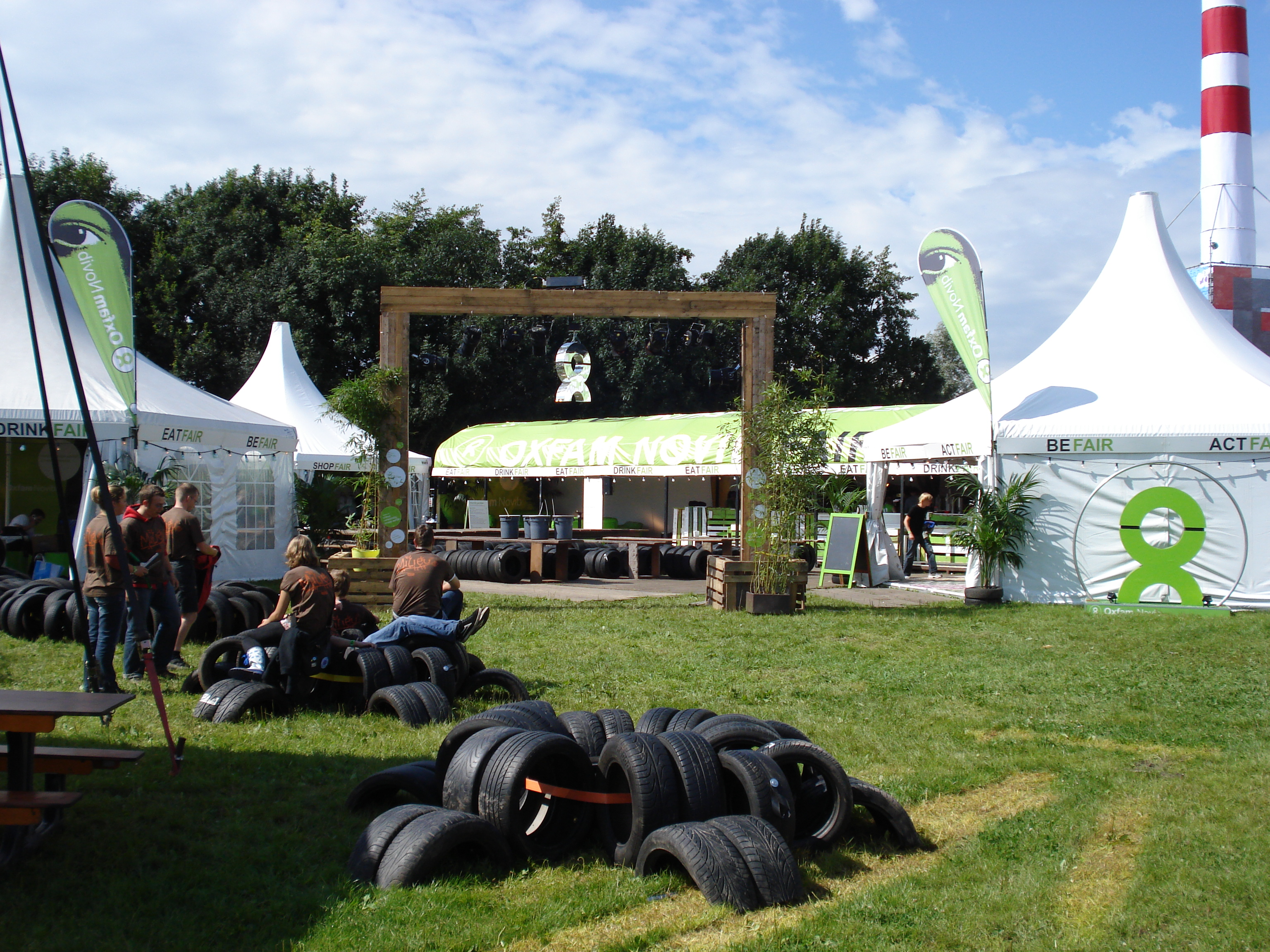
Oxfam Novib en Lowlands durante 2007.

Oxfam Novib es la filial holandesa de la organización internacional de Oxfam. La organización tiene su sede en La Haya, fue fundada bajo el nombre de Novib en 1956. Novib, una abreviatura de "Nederlandese Organisatie Voor Internationale Bijstand" (Organización holandesa para la ayuda internacional), fue cambiado posteriormente a "Nederlandese Organisaite Voor Internationale Ontwikkelingssamenwerking" (Organización holandesa para la cooperación internacional para el desarrollo), debido a un cambio de enfoque del trabajo de desarrollo de la organización.[cita requerida]
En 1992, Novib se convirtió en un afiliado de Oxfam y la organización cambió su nombre en 2006 a Oxfam Novib.

### Oxfam en Bélgica
Oxfam en Bélgica es un órgano de coordinación de los componentes belgas del movimiento Oxfam, a saber, Oxfam Solidaridad, Magasins du Monde Oxfam y Oxfam Wereldwinkels.
Oxfam Solidaridad incorpora las actividades de Oxfam Bélgica (fundado en 1964) y los de proyectos de Oxfam (creados en 1976); apoya alrededor de 200 proyectos y programas en el Sur por un total de alrededor de 10 millones de euros, gracias a la cofinanciación por el gobierno belga y la Unión Europea. Los ingresos de la organización provienen de las actividades de reciclaje, con el apoyo de los donantes y, como resultado de las campañas.
Oxfam Wereldwinkels (fundada en 1971) y Magasins du Monde- Oxfam (fundada en 1975) siguen siendo organismos autónomos, centrándose en el comercio justo. Con más de 220 puntos de venta, muchos grupos y 7000 voluntarios, forman un movimiento que guiados por los principios del comercio justo, persigue objetivos similares a los de Oxfam Solidaridad.

### Oxfam Francia
Oxfam Francia fue fundada en 1988 bajo el nombre de "Agir ici pour un monde solidaire" (Actuar aquí para un mundo solidario). Su trabajo ya estaba basado en campaña y promoción, los cuales fueron poco frecuentes en Francia durante ese momento.
Agir ici se convirtió en un miembro observador de Oxfam en 2003, y un miembro de pleno derecho en 2006.
Con sede en París, Oxfam Francia afirma que sus misiones son informar, aumentar la conciencia pública y movilizar a los ciudadanos. El trabajo de Oxfam Francia, en la promoción y la investigación se centra en la justicia económica (sobre todo los ingresos fiscales en los países en desarrollo, la AOD, los paraísos fiscales y la financiación innovadora), Agricultura (especulación, premios en alimentos, biocarburantes, acaparamiento de tierras y las normas comerciales), la protección de los civiles y la salud.
Oxfam Francia está financiado en su mayoría por donaciones públicas y los donantes institucionales.
Cuenta con cinco tiendas de segunda mano: tres librerías (dos en París, una en Lille), una tienda de ropa en una tienda en Lille y en Estrasburgo.

### Oxfam Alemania

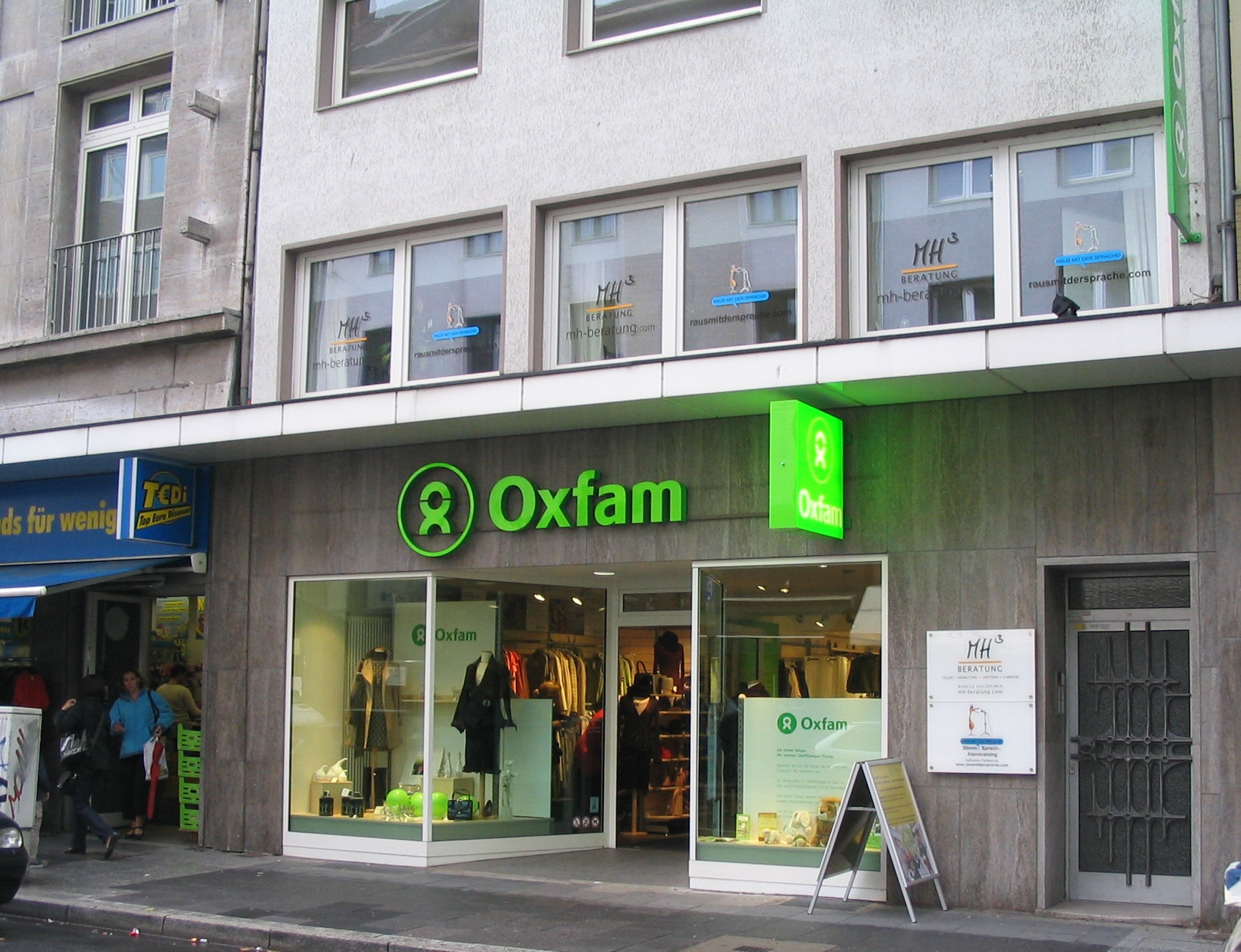
Una tienda de Oxfam en Düsseldorf, Alemania.

Oxfam Alemania tiene sus inicios en una iniciativa de particulares que, en 1986, abrieron una tienda de segunda mano en Bonn inspirada en las tiendas británicas de caridad. Aunque no estaba oficialmente asociada con Oxfam, la tienda era atendida por voluntarios que vendían los bienes donados, y se aportaban las ganancias a los proyectos llevados a cabo por Oxfam GB. Una segunda tienda, siguiendo el mismo modelo, se abrió en Colonia en 1991.
Oxfam llegó oficialmente a Alemania en 1995 con la fundación de la asociación benéfica Oxfam Deutschland e,V. y su filial comercial, la tienda de Oxfam Deutschland GmbH. Oxfam Alemania se convirtió en filial de Oxfam internacional en 2003.
Desde marzo de 2013, Oxfam opera 42 tiendas de caridad en 28 ciudades alemanas, entre ellas cinco librerías de Oxfam y tres tiendas de moda. Según el sitio oficial de Oxfam Alemania, hay 2400 voluntarios en esas tiendas.

### Oxfam Hong Kong
Oxfam Hong Kong comenzó en 1976, cuando los voluntarios se reunieron, abrió una tienda de segunda mano, y recaudó fondos para los proyectos de lucha contra la pobreza en todo el mundo. Algunas de las primeras acciones en los años 1970 y los años 80 eran para abogar por la justicia en la crisis vietnamita Boat People/ refugiados en Hong Kong, y para ayudar a salvar vidas en Etiopía durante la hambruna de 1984. Hasta la fecha, Oxfam Hong Kong ha ayudado a los pobres en más de 70 países/ estados de todo el mundo.

### Oxfam India
La participación de Oxfam en la India comenzó cuando el dinero de les concedió en 1951 para luchar contra la hambruna en Bihar. Bihar en ese momento era uno de los estados más pobres y pobladas de la India. Bihar y el hambre traerían a Oxfam de vuelta a la India en 1965 para hacer frente a la sequía debido a los malos monzones. Bihar celebró una población de 53 millones, de los cuales 40 millones se basaron en la agricultura para subsistir. Esto agravaría para la India en el futuro, la producción de alimento no había sido paralela a su creciente población. Se estima que, en el transcurso de las sequías y las hambrunas, 2400 tonelada de leche fue comprado por Oxfam y en el apogeo de esta estaban alimentando a más de 400.000 niños hambrientos y a sus madres.
En 1968 el primer director de campo de Oxfam India, Jim Howard, creó el programa de acción: Gramdan Oxfam o OGAP. Esto sería el primer programa de desarrollo rural de la historia conjunta de Oxfam y el primer paso a un nuevo Oxfam "operativo".
Oxfam India se estableció el 1 de septiembre de 2008, bajo el artículo 25 de la ley de sociedades de 2005 como una organización sin fines lucrativos con sede en Delhi y ahora es miembro de la confederación internacional de Oxfam. Este año estuvo marcado por el 60 cumpleaños de Oxfam en la India.

## Oxfam International

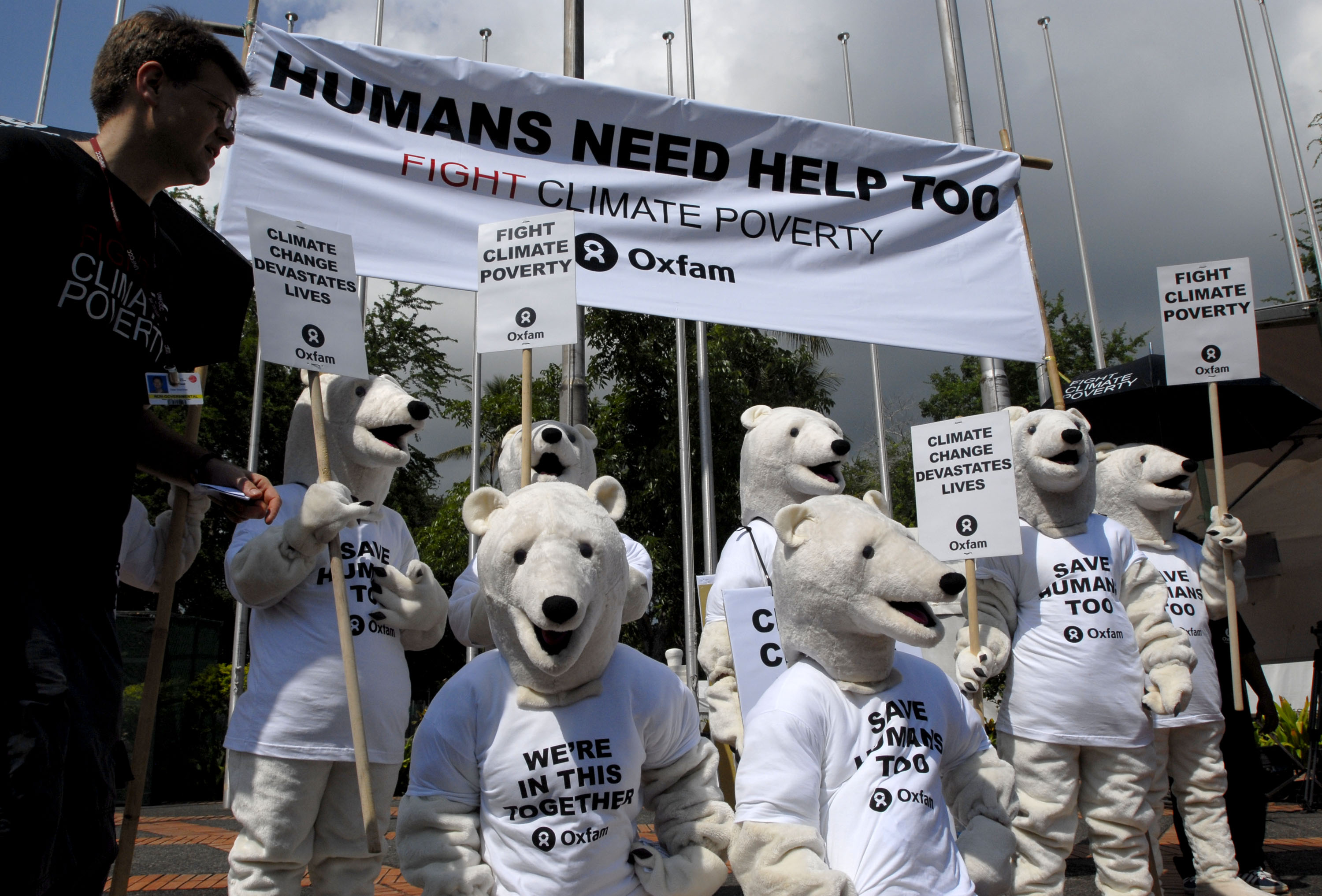
Oxfam Internacional en un acto de concienciación sobre el Cambio climático en 2007.

El secretario de Oxfam Internacional (OIS) lidera, facilita y apoya la colaboración entre los afiliados para incrementar el impacto de Oxfam Internacional en la pobreza y la injusticia a través de campañas de promoción, desarrollo de campañas y respuesta a emergencias. 
La junta del OIS está compuesta por: el director ejecutivo, los presidentes de cada afiliado y el presidente de OI. Los presidentes de los afiliados son miembros votantes, pero no son remunerados. El director ejecutivo y el presidente de OI no son miembros votantes. La junta también elige al vicepresidente y tesorero de sus mismos miembros con derecho a votar.
La junta es responsable de asegurar que Oxfam Internacional sea responsable, transparente y apto para sus propósitos. La constitución y el plan estratégico también son aprobados por sus respectivas directivas. La junta toma las recomendaciones del director ejecutivo y asegura que la confederación esté trabajando sobre los objetivos acordados. La junta también debe de estar de acuerdo con los miembros de la organización, ya que selecciona presidente de honorarios, su vicepresidente, la mesa de la junta y al director ejecutivo de OI. Una serie de subcomités con miembros expertos también están bajo el mandato de la junta para ayudar con asuntos específicos.
El idioma oficial de Oxfam Internacional es el inglés; el inglés, francés y español son los idiomas que se utilizan para trabajar. En 2009 y 2010 Oxfam tenía aproximadamente 77 empleados (incluyendo colocaciones de comisiones de trabajo y empleados temporales que cubrían a las mujeres que se encontraban con permiso de maternidad). Los empleados son financiados por las donaciones de las organizaciones afiliadas y cuenta con un presupuesto de 8,7 millones de dólares.

## Actividades
Oxfam tiene cuatro temas principales para sus recursos, los cuales son: Justicia económica, servicios esenciales, derechos en las crisis y justicia de género.
La justicia económica se centra en hacer el trabajo agrícola para los granjeros y los trabajadores agrícolas que viven en pobreza y en circunstancias vulnerables, y en hacer reglas para que el comercio sea justo para los países pobres, para reducir el cambio climático y las crisis energéticas. 

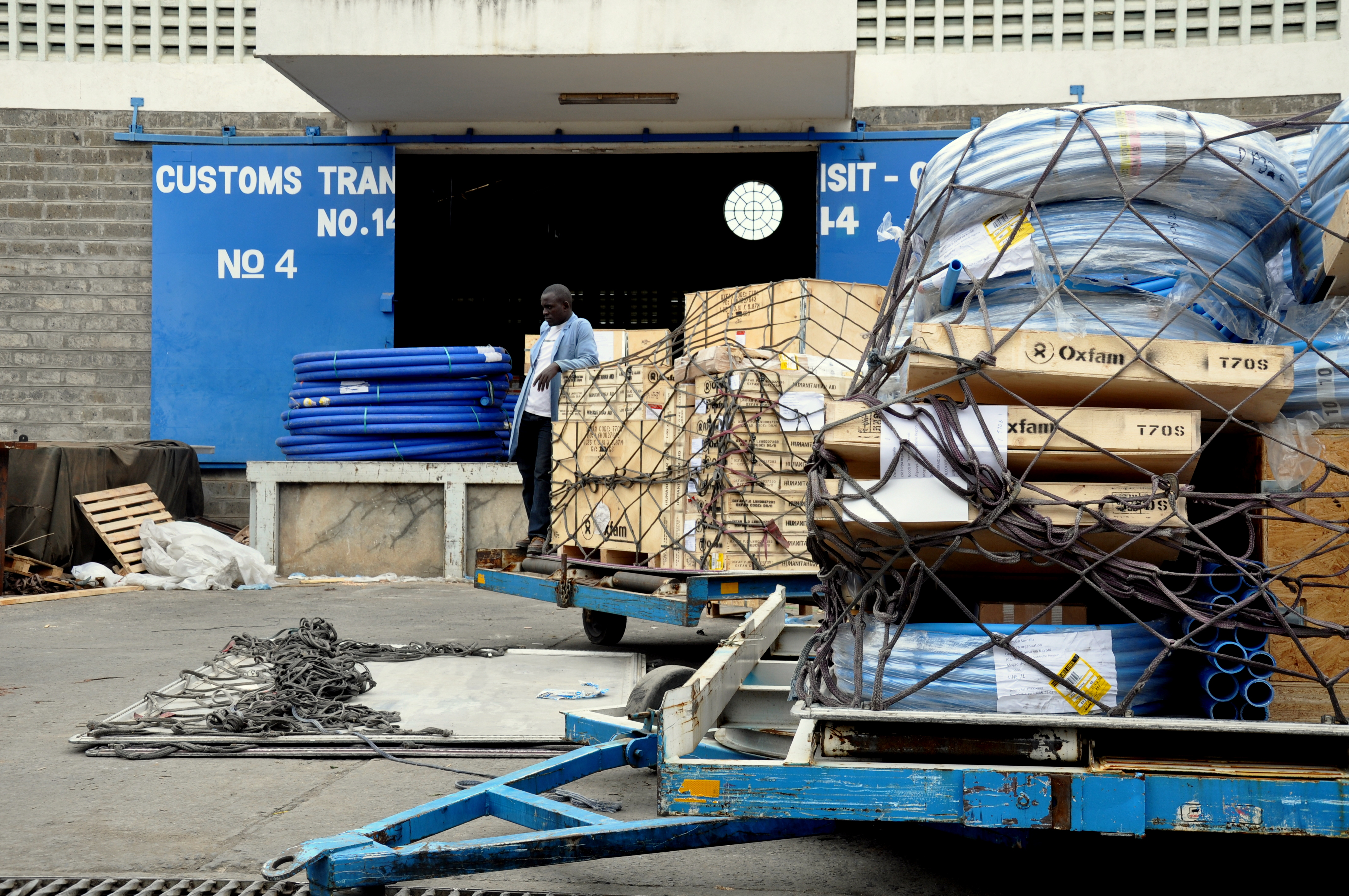
Suministros de socorro de Oxfam fuera del almacén Siginon en San Salvador, Kenia

Los servicios esenciales se centran en; exigir a los gobiernos nacionales cumplan con sus responsabilidades para la entrega equitativa de salud de buena calidad, educación, agua, saneamiento, apoyo a las organizaciones de la sociedad civil, alianzas para que los gobiernos puedan rendir cuentas de estos servicios, la garantía de mejores políticas, más financiación de los países ricos y de las instituciones internacionales, así como asegurar que cumplan los compromisos existentes en materia de ayuda y reducción de las deudas.
Los derechos en crisis se enfocan en, mejorar la capacidad de ofrecer una mejor protección y una mayor asistencia, a través de mejoras en las competencias y capacidades, trabajando con y a través de las organizaciones locales, y en particular reforzar el papel de las mujeres, cambiando las políticas y prácticas de sistema humanitario internacional para ofrecer mejor protección y asistencia, y trabajando en el marco de seguridad humana, con un mayor énfasis en la prevención de conflictos, la construcción de la Paz, reconciliación y el desarrollo a largo plazo.
La justicia de género se centra en apoyar el liderazgo de las mujeres en todos los niveles para lograr un mayor poder en la toma de decisiones y mejorar el control sobre sus vidas, incrementando el número de mujeres que reciben educación (dos terceras partes de los niños a los que se niegan la escuela son niñas), para adquirir la alfabetización y habilidades para que puedan trabajar, trabajando para acabar con la violencia de género mediante el cambio de ideas, actitudes y creencias de los hombres y las mujeres que permiten la violencia contra las mujeres, y el fortalecimiento de las capacidades de aprendizaje de Oxfam sobre género para asegurar que las justicia de género se logre en todos sus proyectos.[cita requerida]

### Tiendas de Oxfam

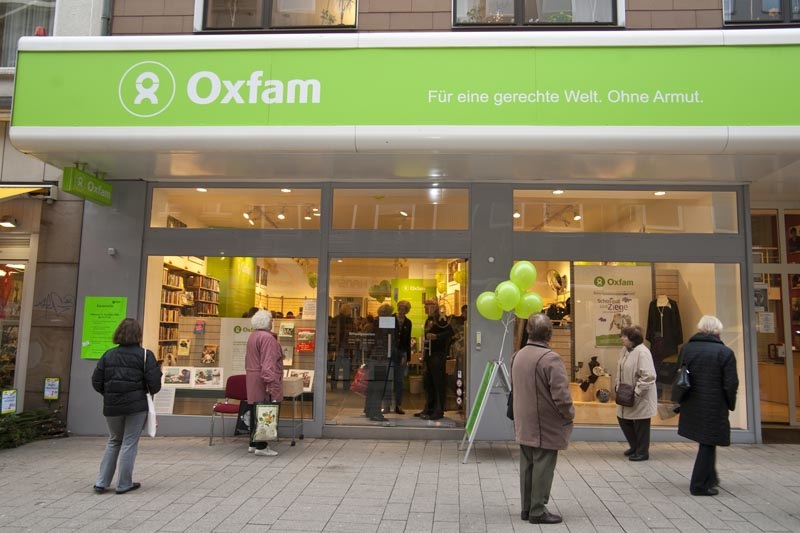
Tienda de Oxfam en Dortmund.

Oxfam tiene muchas tiendas en todo el mundo, las cuales venden artículos del comercio justos y que son donados. Su primera tienda de caridad fue abierta en 1948, aunque las ventas comenzaron hasta 1947. Los ingresos de estas tiendas son generalmente utilizados para ayudar a otras organizaciones benéficas o para promover los esfuerzos de ayuda de Oxfam alrededor del mundo.

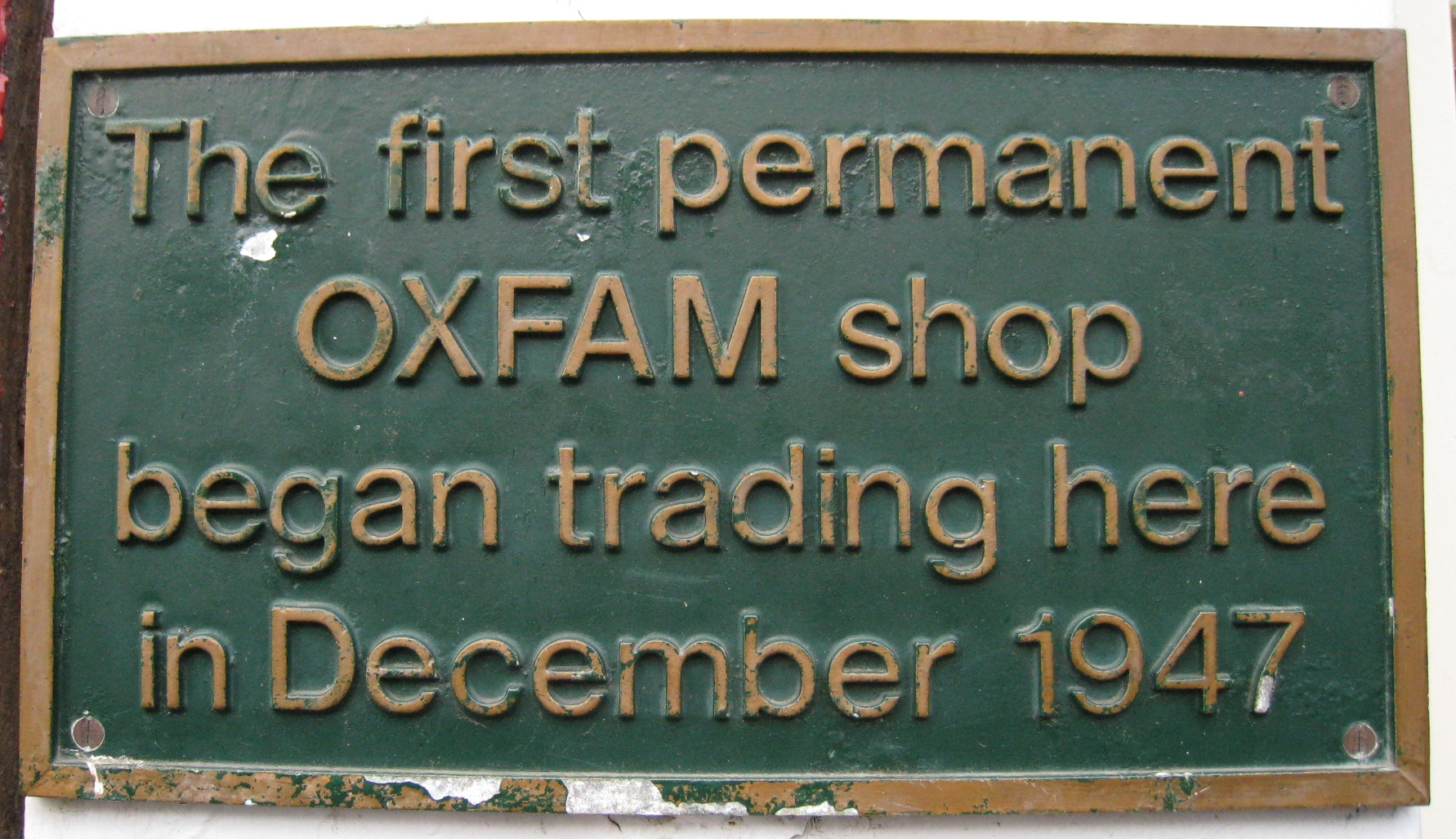
Placa de la tienda original de Oxfam en el 17 de Broad Street, Oxford.

Gran parte de sus acciones aún provienen de donaciones públicas, pero en la actualidad también venden productos de comercio justo provenientes de países en desarrollo como; África, Asia y Sudamérica, como artesanías, libros, discos de música e instrumentos, ropa, juguetes, comida y creaciones étnicas. Estos objetos son traídos al público a través del comercio justo para ayudar a aumentar la calidad de vida de sus productores y las comunidades circundantes.

## Escándalos de Oxfam
En febrero de 2018 se supo que Oxfam encubrió orgías con prostitutas de un grupo de altos cargos que distribuían ayuda humanitaria en Haití desde 2010, cuando se produjo un terremoto que acabó con la vida de 220.000 personas, hirió a otras 300.000 y dejó a cerca de un millón y medio de haitianos sin techo.